# Süvegcukor

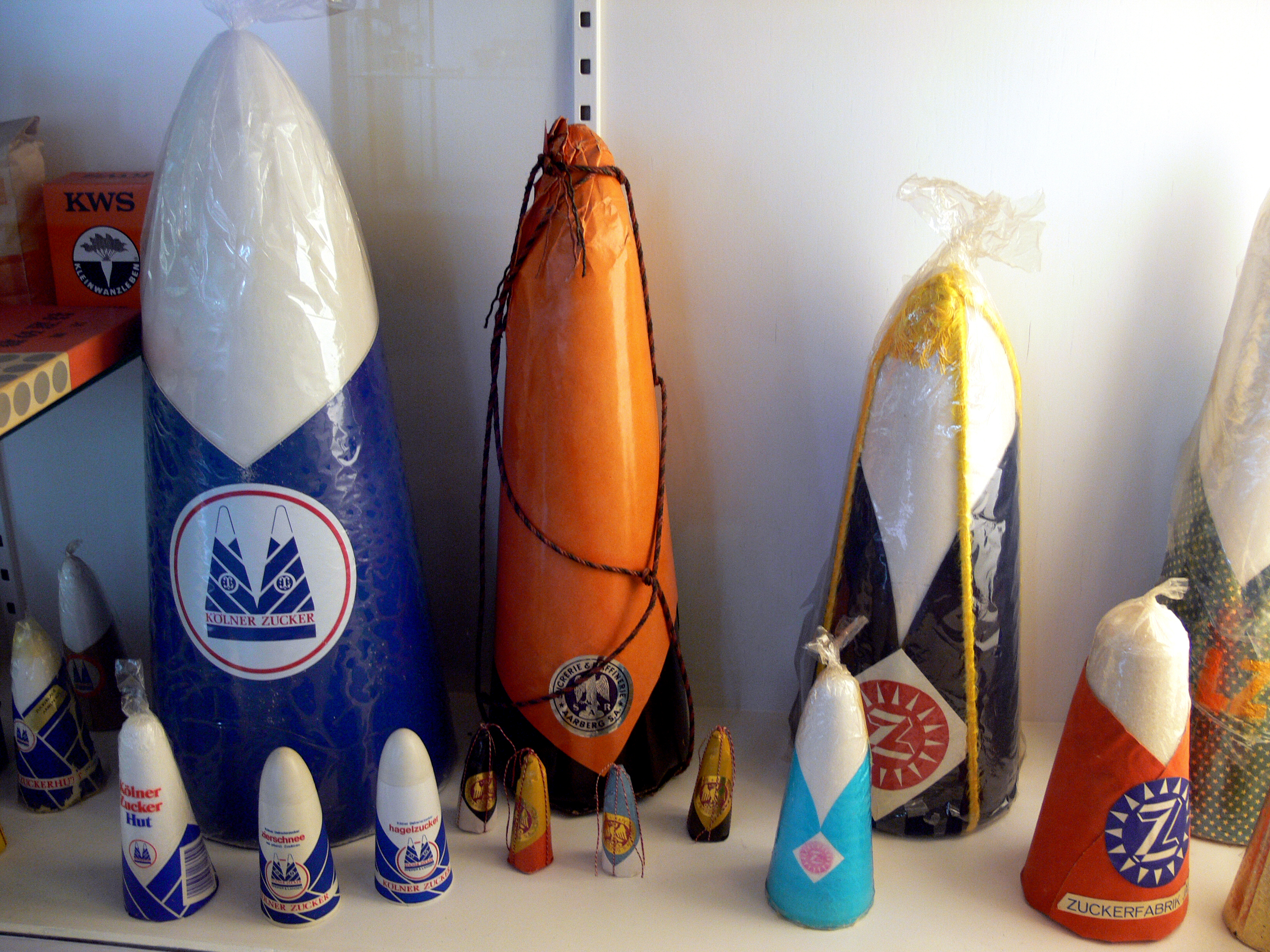
Süvegcukrok a berlini Cukormúzeumban

A süvegcukor a csúcsánál lekerekített kúp, azaz süveg formájú cukor. A 19. század végéig, a 20. század elejéig a cukrot elsődlegesen ilyen formában forgalmazták, és a háztartásokban cukortörővel darabolták fel. A 20. század második fele óta kis mennyiségben gyártják, elsősorban krampampuli készítéséhez használják.
Előállítása úgy történik, hogy a kristályosított, 95–99 °C-os cukorpépet süveg alakú formákba öntik, és 43–50 °C-ra hűtik. A hűtés folyamata alatt a kristályok összenőnek, a cukor megkeményedik. Ezután liker-nek nevezett hideg cukoroldatot öntenek a formákba, és centrifugálással eltávolítják a maradék szörpöt[pontosabban?] az öntőforma nyílásán keresztül. A formából kivett süvegeket vákuumos eljárással szárítják. 